# João Rodrigues (ciclista)
João Pedro Lourenço Rodrigues (15 de noviembre de 1994) es un ciclista portugués.
A finales de 2022 se informó que fue sancionado con siete años de suspensión, cuatro por anomalías en el pasaporte biológico y otros tres por posesión de un método prohibido.

## Palmarés
2019
- Vuelta a Portugal,[2] más 2 etapas
- Vuelta al Alentejo, más 1 etapa

2021
- Vuelta al Algarve[3]